# 2011年太子汽車工會罷工事件
太子汽車工業股份有限公司自2007年起陸續出現經營問題，並在2011年開始積欠員工薪資。太子汽車工會因此在2011年10月11日宣佈罷工，要求公司返還積欠的新臺幣2.3億元薪資，總計800多名員工中有710人加入工會的罷工行列，這是台灣第一起汽車業罷工事件。
2012年1月，太子汽車工會向勞委會提出歇業事實認定申請。17日，勞委會宣佈以「積欠工資墊償基金」墊付太子汽車員工最高6個月薪資共新臺幣1億1800萬元；但積欠超過6個月薪資及資遣費、退休金，工會仍需打官司向僱主索賠，總積欠之勞務報酬金額約達新臺幣7億7000萬元。
2014年10月，勞動部在處理華隆自救會時，採用介入銀行債權分配，爭取勞工債權方式。太子汽車案因此再被提出，並指出曾就太子汽車案與債權銀行協商，但銀行團僅答應讓出新台幣6000萬元、約0.8％債權給工人，且因為銀行所提之附帶條件，此筆協商並未完成。